# HMS Capel (K470)
HMS Capel (K470) là một tàu frigate lớp Captain của Hải quân Hoàng gia Anh hoạt động trong Chiến tranh Thế giới thứ hai. Nó nguyên được Hoa Kỳ chế tạo như là chiếc Wintle (DE-266), một tàu hộ tống khu trục lớp Evarts, và chuyển giao cho Anh Quốc theo Chương trình Cho thuê-Cho mượn (Lend-Lease). Nó là chiếc tàu chiến duy nhất của Hải quân Anh được đặt tên theo Đô đốc Sir Thomas Bladen Capel (1776-1853), người từng tham gia các cuộc Chiến tranh Cách mạng Pháp, Chiến tranh Napoleon và Chiến tranh 1812. Nó đã phục vụ trong chiến tranh cho đến khi bị đánh chìm bởi ngư lôi phóng từ tàu ngầm U-boat Đức U-486 vào ngày 26 tháng 12, 1944 ngoài khơi Cherbourg, Pháp,

## Thiết kế và chế tạo
Những tàu frigate lớp Captain thuộc phân lớp Evarts có chiều dài chung 289 ft 5 in (88,21 m), mạn tàu rộng 35 ft 1 in (10,69 m) và độ sâu mớn nước khi đầy tải là 8 ft 3 in (2,51 m). Chúng có trọng lượng choán nước tiêu chuẩn 1.140 tấn Anh (1.160 t); và lên đến 1.430 tấn Anh (1.450 t) khi đầy tải. Hệ thống động lực bao gồm bốn động cơ diesel General Motors Kiểu 16-278A nối với bốn máy phát điện để vận hành hai trục chân vịt; công suất 6.000 hp (4.500 kW) cho phép đạt được tốc độ tối đa 21 kn (24 mph; 39 km/h), và có dự trữ hành trình 4.150 nmi (4.780 mi; 7.690 km) khi di chuyển ở vận tốc đường trường 12 kn (14 mph; 22 km/h).
Vũ khí trang bị bao gồm ba pháo 3 in (76 mm)/50 cal trên tháp pháo nòng đơn có thể đối hạm hoặc phòng không, một khẩu đội 1,1 inch/75 caliber bốn nòng và chín pháo phòng không Oerlikon 20 mm. Vũ khí chống ngầm bao gồm một dàn súng cối chống tàu ngầm Hedgehog Mk. 10 (có 24 nòng và mang theo 144 quả đạn); hai đường ray Mk. 9 và tám máy phóng K3 Mk. 6 để thả mìn sâu.
DE-266 được đặt lườn tại Xưởng hải quân Boston ở Boston, Massachusetts vào ngày 11 tháng 3, 1943; nó được hạ thủy vào ngày 22 tháng 4, 1943, được đỡ đầu bởi bà Mary Clyde Wintle, vợ góa Thiếu tá Hải quân Jack William Wintle (1908-1942), người phục vụ trên tàu tuần dương hạng nặng San Francisco (CA-38), đã tử trận trong trận Hải chiến Guadalcanal và được truy tặng Huân chương Chữ thập Hải quân. Nó được chuyển giao cho Anh Quốc vào ngày 14 tháng 6, 1943 để thay thế cho chiếc DE-25, vốn được Hoa Kỳ giữ lại và đổi tên thành Wintle. Nó mang ký hiệu lườn K470, và nhập biên chế cùng Hải quân Hoàng gia Anh như là chiếc HMS Capel vào ngày 16 tháng 8, 1943, dưới quyền chỉ huy của Hạm trưởng, Thiếu tá Hải quân Bevil Grenfell Heslop.

## Lịch sử hoạt động
Capel phục vụ cùng Hải quân Hoàng gia Anh trong vai trò chính là hộ tống các đoàn tàu vận tải vượt Đại Tây Dương vào các năm 1943 và 1944. Nó được phân về Đội hộ tống 1 đặt căn cứ tại Belfast, Bắc Ireland từ ngày 9 tháng 4, 1944 để hoạt động tuần tra tại vùng biển giữa quần đảo Hebrides và biển Ireland, rồi thả neo tại vịnh Moelfre, Anglesey trong giai đoạn chuẩn bị cho cuộc đổ bộ Normandy. Con tàu lên đường vào ngày 5 tháng 5 để tham gia lực lượng tuần tra chống tàu ngầm tại phía Tây eo biển Manche để bảo vệ cho cuộc đổ bộ vào ngày 6 tháng 6, rồi quay trở về Belfast vào ngày 18 tháng 6 để nghỉ ngơi và bảo trì.
Sau khi thành phố cảng Cherbourg, Pháp được giải phóng, Capel cùng Đội hộ tống 1 hoạt động bảo vệ các đoàn tàu vận tải vượt qua eo biển Manche đến Cherbourg, xen kẻ với những giai đoạn được bảo trì tại Plymouth. Đến cuối năm 1944, hải đội chuyển sang khu vực phía Đông eo biển để tuần tra tuyến đường vận tải đến cảng Antwerp, Bỉ vừa mới được giải phóng.
Lúc 14 giờ 14 phút ngày 26 tháng 12, 1944, đang khi Capel cùng Đội hộ tống 1 hoạt động tuần tra tại vùng biển cách Cherbourg 10 nmi (19 km) về phía Đông-Đông Bắc, tàu ngầm U-boat Đức U-486 phát hiện ra hải đội và tấn công với ba quả ngư lôi dò âm G7es (T5); một quả trúng vào Capel và một quả khác trúng tàu frigate Affleck.
Affleck sống sót với tổn thất một thành viên thủy thủ đoàn tử trận, nó được kéo quay trở về cảng, nhưng được xem là một tổn thất toàn bộ. Trong khi đó Capel đắm tại tọa độ 49°50′B 1°41′T / 49,833°B 1,683°T. Những người sống sót được các xuồng phóng lôi Hoa Kỳ cứu vớt và đưa đến Cherbourg. Tuy nhiên, Thiếu tá B. G. Heslop hạm trưởng, tám sĩ quan cùng 67 người khác đã tử trận cùng con tàu.